# До задњег даха
До задњег даха (енгл. Breathe) је амерички научнофантастични трилер из 2024. редитеља Стефона Бристола, рађен по сценарију Дага Сајмона. Главне улоге играју Џенифер Хадсон, Мила Јововић, Кувенжане Волис, Комон и Сем Вортингтон. Радња филма смештена је у свет у коме је ниво кисеоника на Земљи опао, што чини немогућим живот на површини планете без специјализоване опреме.

## Причаа
Након катастрофе, на Земљи нема биљака, а глобални нивои кисеоника пада на 5%. Уместо да правилно комуницирају и раде заједно, преживели стварају вештачки сукоб и боре се за „генератор кисеоника“, убијајући једни друге и уништавајући машину.

## Улоге
| Глумац          | Улога   |
| --------------- | ------- |
| Џенифер Хадсон  | Маја    |
| Мила Јововић    | Тес     |
| Кувенжане Волис | Зора    |
| Комон           | Даријус |
| Сем Вортингтон  | Лукас   |
| Раул Кастиљо    | Михеј   |
| Дан Мартин      | Мајк    |

## Дистрибуција
До задњег даха је објављен у ограниченим биоскопима, видео на захтев и дигиталном формату 26. априла 2024. године.

## Пријем
На агрегатору рецензија Rotten Tomatoes, 18% од 11 критика је позитивно, са просечном оценом 4,4/10.